# Kinoshitalith
Das Mineral Kinoshitalith ist ein selten vorkommendes Schichtsilikat aus der Mineralklasse der „Silikate und Germanate“. Es kristallisiert im monoklinen Kristallsystem mit der chemischen Zusammensetzung (Ba,K)(Mg,Mn,Al)3[(OH,F,O)2|Al2Si2O10]. Die in den runden Klammern angegebenen Elemente Barium und Kalium sowie Magnesium, Mangan und Aluminium im Kationenbereich können sich in der Formel jeweils gegenseitig vertreten (Substitution, Diadochie), stehen jedoch immer im selben Mengenverhältnis zu den anderen Bestandteilen des Minerals. Das Gleiche gilt für das Hydroxidion, Fluor und Sauerstoff als zusätzliche Anionen.
Kinoshitalith ist durchscheinend und entwickelt nur kleine, schuppenförmige Kristalle bis etwa einen Millimeter Größe mit glasähnlichem Glanz auf den Oberflächen. Er zeigt überwiegend eine gelblichbraune Farbe, in dünnen Schichten ist er allerdings hellgelb bis farblos.

## Etymologie und Geschichte
Erstmals entdeckt wurde Kinoshitalith in der „Noda-Tamagawa-Mine“ (野田玉川鉱山, Noda-Tamagawa kōzan; 40° 4′ 58″ N, 141° 49′ 3″ O), genauer im dortigen „Misago“-Erzkörper, und beschrieben 1973 durch M. Yoshii, K. Maeda, T. Kato, T. Watanabe, S. Yui, A. Kato und K. Nagashima, die das Mineral nach Kameki Kinoshita (1896–1974) benannten, um dessen Forschungsarbeiten bezüglich der japanischen Erzlagerstätten zu ehren.
Das Typmaterial des Minerals wird im Department of Geology des Nationalmuseums der Naturwissenschaften in Shinjuku, Tokio (Register-Nr. M19511) und in der Mines ParisTech in Paris aufbewahrt.

## Klassifikation
In der veralteten 8. Auflage der Mineralsystematik nach Strunz ist der Kinoshitalith noch nicht verzeichnet.
Die seit 2001 gültige und von der International Mineralogical Association (IMA) bis 2009 aktualisierte 9. Auflage der Strunz’schen Mineralsystematik ordnet den Kinoshitalith in die Klasse der „Silikate und Germanate“ und dort in die Abteilung der „Schichtsilikate (Phyllosilikate)“ ein. Diese ist weiter unterteilt nach der Kristallstruktur, so dass das Mineral entsprechend seinem Aufbau in der Unterabteilung „Schichtsilikate (Phyllosilikate) mit Glimmertafeln, zusammengesetzt aus tetraedrischen oder oktaedrischen Netzen“ zu finden ist, wo es zusammen mit Anandit, Bityit, Clintonit, Ferrokinoshitalith und Oxykinoshitalith die „Clintonit-Gruppe“ mit der System-Nr. 9.EC.35 bildet.
Auch die vorwiegend im englischen Sprachraum gebräuchliche Systematik der Minerale nach Dana ordnet den Kinoshitalith in die Abteilung der „Schichtsilikatminerale“ ein. Hier ist er zusammen mit Anandit, Bityit, Clintonit, Ferrokinoshitalith, Ganterit, Margarit und Oxykinoshitalith in der „Glimmergruppe (Margarit-Untergruppe)“ mit der System-Nr. 71.02.02c innerhalb der Unterabteilung „Schichtsilikate: Schichten von sechsgliedrigen Ringen mit 2:1-Lagen“ zu finden.

## Kristallstruktur
Kinoshitalith kristallisiert monoklin in der Raumgruppe C2/m (Raumgruppen-Nr. 12) mit den Gitterparametern a = 5,35 Å; b = 9,25 Å; c = 10,26 Å und β = 100° sowie 2 Formeleinheiten pro Elementarzelle.

## Bildung und Fundorte
An seiner Typlokalität „Noda-Tamagawa-Mine“ fand sich Kinoshitalith im Hausmannit-Tephroit-Erz, wo er mit Celsian, Chalkopyrit, Hübnerit, Pyrrhotin, Quarz, Rhodochrosit, Rhodonit, Sonolith und Spessartin vergesellschaftet auftrat. Neben seiner Typlokalität konnte er in Japan allerdings noch bei Hokkejino (法花寺野), Kizugawa in der Präfektur Kyōto gefunden werden.
Der bisher einzige bekannte Fundort in Deutschland ist der Steinbruch „Caspar“ am Ettringer Bellerberg bei Ettringen in der Eifel (Rheinland-Pfalz).
Weitere bisher (Stand: 2013) bekannte Fundorte sind die „Brunswick No. 12 Mine“ im Gloucester County (New Brunswick) in Kanada, die hydrothermale Uranlagerstätte Rožná in der tschechischen Region Kraj Vysočina, die Rhodonit-Fundstätte im Muzeinyi-Tal in Kirgisistan, Otjosondu in der Region Otjozondjupa in Namibia, die Gruben „Jakobsberg“ und „Kittel“ und bei Långban in Schweden sowie die „Incline Sanbornite“-Lagerstätte bei Trumbull Peak im Mariposa County (Kalifornien) und die „Hutter Mine“ im Pittsylvania County (Virginia) in den USA.